# Diaspora cambodgienne en France
La diaspora cambodgienne en France comprend les personnes originaires du Cambodge résidant en France, soit aussi bien les sujets cambodgiens que les citoyens français d'origine cambodgienne. Le ministère français des affaires étrangères estime leur nombre à environ 80 000, dont près de 14 000 ressortissants cambodgiens.

## Histoire
Par-delà l'époque du protectorat français, le Cambodge a conservé des liens avec l'ancienne puissance coloniale. Pendant la Première Guerre mondiale, les Cambodgiens ne forment qu'une petite minorité des Indochinois réquisitionnés pour travailler en Métropole et soutenir l'effort industriel français : ils sont alors moins de 2000 à résider en France. Un petit nombre de Cambodgiens s'installe en France après la fin de l'Indochine française, entre 1955 et 1964 : il s'agit principalement des épouses ou des enfants métis d'anciens colons, militaires ou fonctionnaires français. L'émigration cambodgienne vers l'ancienne puissance coloniale commence réellement avec la guerre civile et notamment après la période des Khmers rouges et la défaite de ces derniers, chassés par l'invasion vietnamienne en 1979. Environ 600 000 personnes quittent un pays ravagé par des années de guerre et de dictature, et se réfugient aux quatre coins du monde. Les anciens militaires se réfugient volontiers aux États-Unis, tandis que la majorité de l'ancienne élite cambodgienne, dont une bonne partie des riches sino-khmers, préfèrent s'installer en France: en 1983, ils étaient 42 733 à s'y être réfugié.
Malgré la barrière de la langue et de nombreuses expériences de déclassement professionnel au moment de l'exil, la communauté cambodgienne s'est globalement bien intégrée en France, où les réfugiés ont bénéficié, dans les années 1970 et ensuite, d'un accueil favorable. Les vies de la majorité des familles sont marquées par le souvenir de la période khmère rouge, qui a dispersé ou décimé une grande partie d'entre elles. Leur acculturation en France et leur rapport à la culture d'origine s'est doublé d'un travail de mémoire et de reconstruction.
La diaspora cambodgienne en France compte un nombre relativement important de Chinois du Cambodge, métis sino-khmers ou non. Ces derniers ont tendance à  se « re-siniser », c'est-à-dire à réacquérir les référents culturels chinois tout en s'éloignant de la culture khmère.
Surtout présents en Île-de-France et dans la région de Lyon, les Cambodgiens de France sont, d'une manière générale, bien intégrés socialement. La communauté cambodgienne s'est davantage structurée autour de la pratique religieuse bouddhiste que via l'usage de la langue khmère. La première génération de réfugiés cambodgiens a mis en place des cours de khmer pour entretenir la langue chez leurs enfants, mais une forte proportion d'immigrés cambodgiens de la seconde génération a abandonné ce cursus, principalement en raison de la difficulté d'apprentissage de l'alphabet khmer et de la grammaire khmère.

## Personnalités françaises d'origine cambodgienne

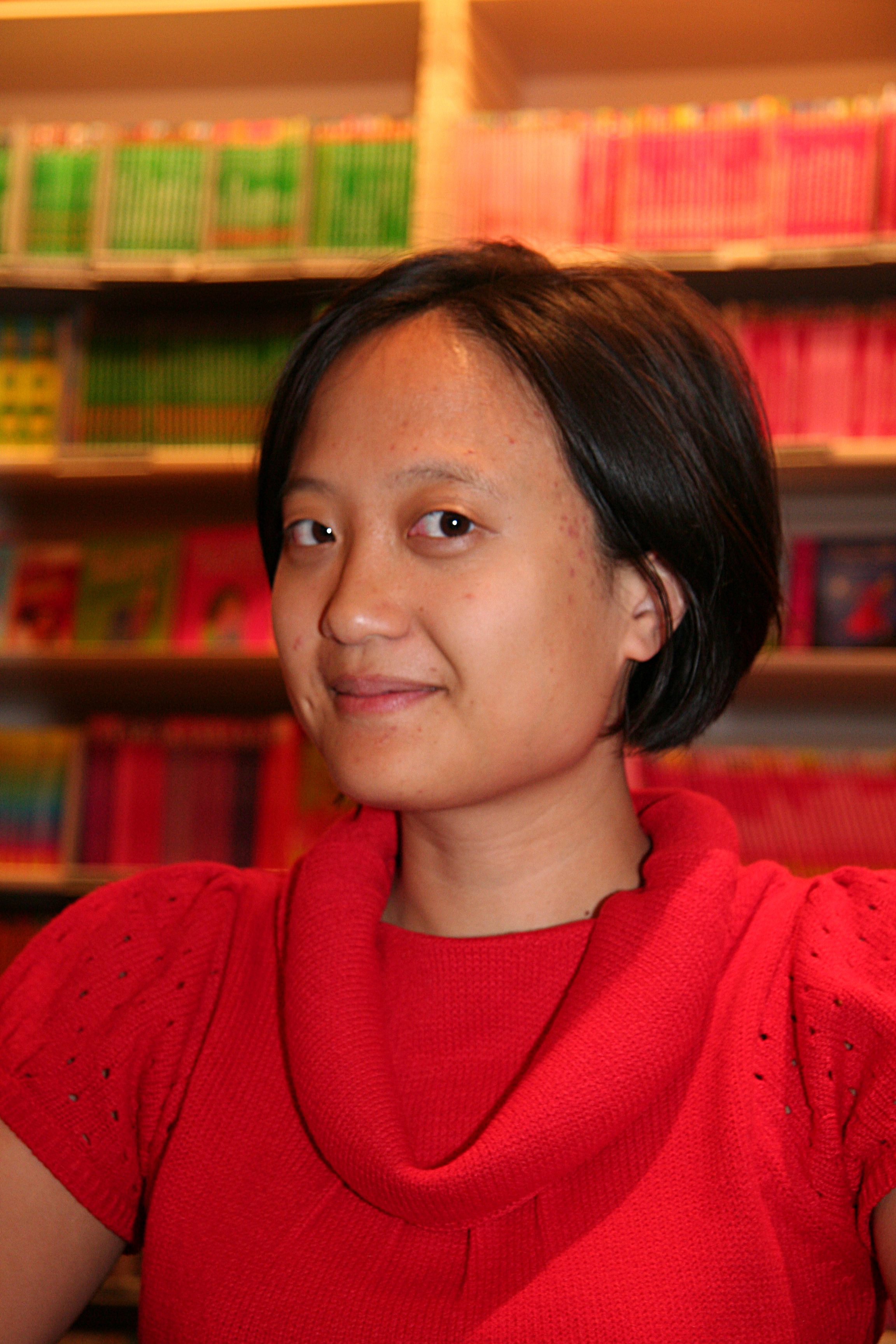
Aurélia Aurita, née dans les Hauts-de-Seine.

- Aurélia Aurita, auteur de bande dessinée
- Be Puch, traductrice littéraire
- Thierry Chantha Bin, footballeur international
- Maurice Chan, chorégraphe de combat, cascadeur
- Frédéric Chau, comédien
- Chuth Khay, écrivain
- Davy Chou, réalisateur
- Julie Daravan Chea, réalisatrice de films d'animation
- Randal Douc, mathématicien, comédien et auteur
- Nicolas Ker, chanteur
- Christian Mey, écrivain[9]
- Rithy Panh, réalisateur
- Pech Samreth, fondateur de l'ADERC
- Jean-Baptiste Phou, dramaturge, comédien, danseur et chanteur
- Séra, auteur de bande dessinée et illustrateur
- Tchee, acteur et humoriste
- Élodie Yung, actrice
- Bérénice Marlohe, actrice
- Bun Hay Mean, humoriste et comédien
- Santha Leng, danseur chorégraphe, comédien
- Sonadie San, réalisatrice, scénariste
- Catherine Sigaux (dite Sotha), comédienne
- Tian, auteur de bande dessinée